# Удинск (Хабаровский край)
Удинск — село в районе имени Полины Осипенко Хабаровского края. Административный центр и единственный населённый пункт сельского поселения «Село Удинск». Не имеет постоянного сообщения с райцентром — селом имени Полины Осипенко.

## Население
| 1992 | 2002 | 2010 | 2011 | 2012 | 2013 | 2014 |
| ---- | ---- | ---- | ---- | ---- | ---- | ---- |
| 161  | ↘129 | ↘92  | →92  | →92  | ↗93  | →93  |
| 2015 | 2016 | 2017 | 2018 | 2019 | 2020 | 2021 |
| ↘90  | ↗94  | ↘92  | →92  | ↘89  | ↘83  | ↘81  |

## Экономика
Имеется небольшой рыбоводный завод, пункт гидрометеослужбы. Имеется электрическая связь, спутниковая связь (таксофон), почтовое отделение связи. Торговое обеспечение населения и выпечку хлеба осуществляет ООО «Амгунь». В поселении функционируют социальные объекты:сельский Дом культуры, библиотека.